# Moskvaprocesserne
Moskvaprocesserne er en fællesbetegnelse for en række retssager eller skueprocesser, som blev ført mod tidligere fremtrædende magthavere i Sovjetunionen fra 1936 til 1938. Processerne blev sat i værk efter drabet på lederen af kommunistpartiets afdeling i Leningrad, Sergej Kirov. Det var Stalin selv, som stod bag Moskvaprocesserne for at konsolidere sin magt over kommunistpartiet. Omkring 50 blev dømt, de fleste til døden. Blandt de dømte var Nikolaj Bukharin, Lev Kamenev, Grigorij Zinovjev, Jurij Pjatakov, Karl Radek og Aleksej Rykov.
Med skueprocesserne fik Stalin ryddet alle dem af vejen, som han ikke var helt sikker på. Ingen af de anklagede var skyldige i andet end det, at de kunne true Stalins personlige magt, eller at de vidste for meget.[kilde mangler]

## Baggrund
Ideologiske og dagspolitiske disputter prægede Kommunistpartiet helt frem til 1923, og kritik mod partiledelsen førte tidvis til dyb splittelse mellem fremtrædende medlemmer. Men efterhånden som partiet blev overtaget af bureaukratiske funktionærer, stivnede partiklimaet. Det skete endegyldigt med indførelsen af fraktionsdannelsesforbuddet og Lenins slagtilfælde 1923. Da en trojka bestående af Josef Stalin, Grigorij Zinovjev og Lev Kamenev tog magten i Lenins fravær anvendtes "fraktionsdannelse" som anklage for at kvæle den tidligere livlige, interne kritik i partiet, og den vigtigste skydeskive blev Lev Trotskij med tilhængere, som udtrykte rædsel for, at en "bureaukratisering" af partiet ville hæmme partidemokratiet. Det var på baggrund af det, at der fra 1920'erne til 1936 forekom flere bureaukratiske og juridiske udrensninger, hovedsagelig forbundet med forbuddet mod fraktionsdannelse (som det var tilfældet med Lev Trotskij) og for at blive af med påstået uduelige individer, som på den ene eller anden måde blev påstået at have skadet partiet. Da Zinovjev og Kamenev i 1925 kritisk påpegede, at stadig mere magt var blevet koncentreret i generalsekretærerens hænder, havnede de i åben konflikt med Stalin og dannede sammen med Trotskij en forenet opposition. Stalins greb om partiet var dog stærkt, og i 1927 gik han sejrende ud af kampen: Trotskij og Zinovjev blev udelukket af partiet. Mens Trotskij nægtede at indrømme sin "fejlagtige kritik" af partiledelsen, gjorde de fleste andre kritikere som Zinovjev og Kamenev, det for at få deres partimedlemskab tilbage. Trotskij sendtes i eksil i 1929, men fortsatte med åbent og ihærdigt at kritisere Stalin. De katastrofale kollektiviseringer af landbruget i begyndelsen af 1930'erne førte til, at modviljen voksede i partiet som i det sovjetiske samfund, og Stalin frygtede, at han ville blive styrtet.

### Følgerne af mordet på Kirov
Efter at Sergej Kirov, formand for Kommunistpartiets lokalafdelning i Leningrad og nær allieret med Stalin, blev skudt i december 1934, fik Stalin anledning til at slå til mod dem, som han mistænkte fortsat var fjendtlige over for hans styre. Allerede en uge efter mordet henrettedes 104 personer. Ifølge sovjetisk presse var mindst 66 af dem ansvarlige for ugerningen. Kort derefter begyndte Zinovjev og Kamenev at blive anklaget i aviserne, men de blev ikke stillet for retten i den retssag, som førte til, at Leonid Nikolajev, som havde affyret de dræbende skud, og 13 andre dømtes til døden for mordet. I januar 1935 dømtes Zinovjev og Kamenev i stedet til fængsel for at have forsøgt at genoprette kapitalismen i Sovjetunionen samt være "moralsk skyldige" i Kirovmordet. I 1936 begyndte sagen at udvikle sig til alvorlige anklager om trotskistiske sammensværgelser mod regeringen. For Stalin var det vigtigt at få bevis for, om Trotskij, som befandt sig i eksil, havde nogen forbindelse til sagen, og han gav Nikolaj Jezjov til opgave at forestå udredningen.

## Forløb

### Retssagen 1936
Den første af Moskvaprocesserne indledtes den 19. august 1936. Måneden inden var Zinovjev og Kamenev blevet afhørt om en trotskistisk konspiration, og efter at være presset af Jezjov havde de allerede indrømmet deres forbrydelser. 16 personer stod så tiltalt for at have dannet en terrororganisation (et "forenet trotskistisk-zinovjevistisk centrum", som skulle gribe magten i landet, og for mordsammensværgelse mod Stalin og andre ledere. De tiltalte bestod dels af gamle medlemmer i den såkaldte venstreopposition, det trotskistiske partivenstre, som Stalin foragtede, dels en gruppe helt ukendte unge agenter i sikkerhedstjenesten GPU, som synes at være blevet ofret for at få troværdige anklager mod de øvrige. Retssagen foregik i Sovjetunionens højeste domstols militærkollegium og varede i fem dage. Både Zinovjev og Kamenev truedes af Jezjov med, at talrige andre kritiske partimedlemmer ligesom de anklagedes egne familiemedlemmer riskerede strenge straffe, hvis de ikke erkendte deres forbrydelser. Stalin lovede personligt, at de to ville undgå dødsstraf, og deres familier blive ladt i fred, hvis de blot erkendte deres forbrydelser. Andre anklagede overtaltes på lignende måde eller gav sig efter lange forhør. Sergej Mrachkovsky forhørtes 90 timer i træk, inden han endelig brød sammen og underskrev en fuldstændig tilståelse. Efter at de anklagede erkendte deres forbrydelser, fandt domstolen samtlige skyldige og dømte dem til døden. De blev skudt kort efter midnat.

### Retssagen 1937
En retssag i Novosibirsk i november 1936 om økonomisk sabotage eskalerede til den anden af Moskvaprocesserne i januar 1937. Også her var det gamle bolsjevikker, partimedlemmer som kunne blive en trussel mod Stalin, som var genstand for meget alvorlige anklager, som kredsede om etableringen af et "sovjetfjendtligt trotskistisk centrum". De 17 anklagede var dels fremstående partiledere som Karl Radek, Georgij Pjatakov og Grigori Sokolnikov, dels lavere partimedlemmer fra industrien og den økonomiske sektor. Selve rettergangen skete efter måneders nøje planlægning, og den varede flere uger, inden de anklagede gik med til at underskrive "tilståelserne". Retssagen indledtes den 23. januar og varede i syv dage. Radek, Pjatakov og Sokolnikov beskrev for retten, hvordan Trotskij havde konspireret med Nazityskland, Japan og andre fascistiske magter for at sabotere den sovjetiske økonomi og starte en krig mod Sovjetunionen for at lægge beslag på landets økonomiske ressourcer. De anklagede erkendte deres delagtighed i de påståede komplotter, og domstolen dømte 13 af dem til døden, resten til mellem 10 og 18 års strafarbejde.
Karl Radek undgik dødsstraf ved at angive sine medanklagede og hævdede, at der eksisterede en "tredje organisation" ved siden af forskellige slags trotskistiske tilhængere. Denne "tredje organisation" var underforstået den såkaldte højreopposition under Nikolaj Bucharin. Påstanden skulle bidrage til, at de stalinistiske masseudrensninger gik ind i en ny fase samme år og ramte de højeste statsorganer som sikkerhedstjenesten, retsvæsenet, Komintern og kulturlivet. Også uden for Sovjetunionens grænser gennemførtes udrensningerne, og midt under den spanske borgerkrig begyndte Stalin-loyale kommunister at angribe deres trotskistiske og anarkistiske allierede. Mange udenlandske kommunister, som frem til da levede i eksil i Sovjetunionen, blev arresteret og fængsledes eller sendtes til arbejdslejre.

### Den hemmelige militærretssag
Bevidst om at militæret var den eneste institution, som kunne hindre Stalin i at få total magt over det sovjetiske samfund, rettedes en udrensningskampagne mod den højeste hærledelse, og den 22. maj 1937 arresteredes i hemmelighed den tidligere øverstbefalende Michail Tuchatjevskij. Efter nogle dages forhør indrømmede Tuchatjevskij, at han var tysk agent, som i forbund med Nikolaj Bucharin havde tænkt at tage magten. Marskalk Tuchatjevskij og syv andre højt placerede befalingsmænd (senere otte, Jan Gamarnik begik dog selvmord, inden retssagen indledtes) anklagedes i juni 1937 for landsforræderisk virksomhed og samarbejde med Nazityskland. Retssagen, som gjaldt dannelsen af en "trotskistisk, sovjetfjendtlig militær organisation", blev afholdt den 11. juni og varede til samme aften, da et til formålet sammenkaldt specialtribunal i Sovjetunionens højeste domstol, hvor flere af dommerne selv udtrykte frygt for Stalin, dømte samtlige anklagede til døden. Henrettelserne gennemførtes umiddelbart efter. Denne proces blev til forskel fra de tre Moskvaprocesser holdt i hemmelighed, da Stalin frygtede folkets reaktioner på, at hyldede krigshelte var blevet udrenset. Efter retssagen gennemførtes massive udrensninger på alle niveauer af hele den sovjetiske forsvarsmagt i jagten på påståede forrædere.
Helt til de sovjetiske arkiver blev åbnet for almenheden i 1990, troede man, at de forfalskede dokumenter, som lå til grund for retssagen, var blevet forfattet af Abwehr, men i dag anses det for bevist, at Stalin selv lod forfalske beviser for at få en undskyldning for at slå til mod ledende militærfolk.
Året efter retssagen lod Stalin Molotov-Ribbentrop-pagten indgå med netop Nazityskland.

### Retssagen 1938
I marts 1938 indledtes den sidste af Moskvaprocesserne mod partiets højrefløj, blandt andre Nikolaj Bucharin, Aleksej Rykov, Nikolaj Krestinskij og Christian Rakovskij. Også Genrich Jagoda, indenrigsminister 1934-1936 og ansvarlig for flere masseudrensninger, var nu blandt de tiltalte, da han havde mistet Stalins tillid ved fortsatte udrensninger. Hele retssagen var blevet forsinket, da der var begyndt at brede sig en modvilje i partiet mod at fortsætte tilsviningen af partikammerater på Stalins ordre. Retssagen mod "højres og trotskisternes blok" blev den store udrensnings symbolske klimaks. I alt 21 anklagedes for en række alvorlige forbrydelser.
Blandt anklagepunkterne fandtes atter mordet på Sergej Kirov, mordforsøg på Lenin, Stalin og Sverdlov 1918, forberedelse til mord på Stalin med flere, konspiration for at sabotere økonomien og forsvarsevnen, konspiration for at overdrage dele af Sovjetunionen til fremmede magter, spionage for britisk, fransk, tysk og japansk regning, konspiration for at fremprovokere et fjendtligt angreb mod Sovjetunionen samt planer om at genoprette kapitalismen. Samtlige anklagede tilstod til sidst alle anklager, men under processen skete det faktisk, at der blev sat spørgsmålstegn ved en del af anklagerne, især Bucharin viste, hvor absurde mange af de påståede gerninger var. 18 af de anklagede dømtes til døden ved skydning, de tre sidste fik mellem 15 og 25 års fængsel.

## Efterspil
Det er påvist, at Moskvaprocesserne blev ledet direkte fra Kreml af Nikolaj Jezjov, chef for NKVD september 1936 - november 1938, samt Stalin selv. På den tyvende partikongres 1956 erkendte Nikita Khrusjtjov i sin hemmelige tale, at Moskvaprocesserne, ligesom de stalinistiske masseudrensninger overhovedet, overvejende havde ramt uskyldige mennesker, og under den efterfølgende afstalinisering rehabiliteredes mange posthumt. For visse af dem, som dømtes i Moskvaprocesserne, varede det dog helt til slutningen af 1980'erne, inden de rehabiliteredes.
Khrusjtjov tilføjer, at af de 139 medlemmer, som indvalgtes i partiets centralkomité, blev 98 skudt. Af 1.966 delegater med stemme- og ytringsret ved kongressen blev 1.108 arresteret for kontrarevolutionær virksomhed.
Et kendt værk om Moskvaprocesserne er Arthur Koestlers roman Mørke midt på dagen (1940).